# Silberkopf-Staffelschwanz

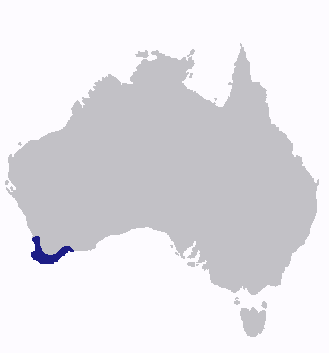
Verbreitung

Der Silberkopf-Staffelschwanz (Malurus elegans) ist eine in Australien vorkommende Vogelart aus der Familie der Staffelschwänze (Maluridae). Das Artepitheton basiert auf dem lateinischen Wort elegans mit der Bedeutung ‚elegant‘.

## Merkmale
Der Silberkopf-Staffelschwanz erreicht eine Körperlänge von 14,0 bis 15,5 Zentimetern und ein Gewicht von 8,5 bis 11,5 Gramm. Zwischen den Geschlechtern besteht bezüglich der Gefiederfarbe ein deutlicher Sexualdimorphismus. Lediglich die Männchen präsentieren während der Balz- und Brutzeit ein farbenprächtiges Gefieder (Prachtkleid). Bei ihnen sind dann Kopf und Wangen silberblau irisierend, Zügel und Nacken sind schwarz, die Brust marineblau, die Schulterfedern rostrot. Die Flügel haben eine bräunliche Farbe. Der untere Bauchbereich ist ockerfarben, die langen Steuerfedern sind graublau und zeigen an den Enden weiße Spitzen. Außerhalb der Balz- und Brutzeit tragen die Männchen ein Schlichtkleid, das wesentlich unauffälliger gefärbt ist, sie ähneln dann den Weibchen, die ganzjährig eine graubraune Grundfarbe zeigen, wobei der Brust- und Bauchbereich weißlich schimmert. Der Schnabel ist bei beiden Geschlechtern schwärzlich, die Iris dunkelbraun, Beine und Füße sind graubraun.

## Verbreitung und Lebensraum
Der Silberkopf-Staffelschwanz kommt ausschließlich auf dem australischen Kontinent vor. Sein Verbreitungsgebiet umfasst in erster Linie eine Region südlich von Perth, der Hauptstadt des Bundesstaates Western Australia. Hauptlebensraum sind gebüschreiche, feuchte Küstenstreifen sowie Eukalyptuswälder.

## Lebensweise
Die Vögel ernähren sich von Insekten, dazu zählen Ameisen (Formicidae), Käfer (Coleoptera) und Webspinnen (Araneae). Da sie träge Flieger sind, wird die Nahrung meist hüpfend am Erdboden gesucht, wobei die Beutetiere paarweise oder in Gruppen von bis zu neun Individuen aufgespürt werden. Die relativ kurze Brutsaison fällt in die Monate Oktober bis Dezember. Silberkopf-Staffelschwänze leben paarweise, zuweilen wurde Promiskuität festgestellt. Das Nest hat eine geschlossene ovale Form, besitzt im oberen Bereich ein seitliches Einflugloch, wird aus dürren Gräsern und Zweigen geflochten und mit feinen Gräsern ausgekleidet. In der Regel wird es dicht über dem Erdboden in einem Gebüsch angelegt und mit zwei bis drei Eiern versehen, die in 14 bis 15 Tagen ausgebrütet werden. Die Nestlingszeit beträgt 11 bis 12 Tage. Die Jungen werden von den Eltern sowie den erwachsenen Vögeln der vorjährigen Brut mit Nahrung versorgt. Sie bleiben noch für ein Jahr im Familienverband.

## Gefährdung
Obwohl der Silberkopf-Staffelschwanz nur in einem für australische Verhältnisse vergleichsweise kleinen Gebiet an der Südwestspitze vorkommt, ist er dort weit verbreitet, gilt als stabil und wird demzufolge von der Weltnaturschutzorganisation IUCN als  „least concern = nicht gefährdet“ klassifiziert. Er ist in der Lage, durch Buschfeuer stark geschädigte Gebiete weiterhin zu besiedeln.